# OGLE-TR-132
OGLE-TR-132는 용골자리에 있는 별로, 겉보기 등급은 +15.72이고 지구에서의 거리는 약 4,900광년이다. 지구에서 매우 멀리 떨어져 있으며 다른 별들이 많이 있는 지역에 자리잡고 있기 때문에 이 별의 존재는 그리 눈에 띄지 않았었다. OGLE-TR-132의 분광형은 F이며 중원소가 매우 풍부한 황백색 주계열성이다. 따라서 이 별은 우리 태양보다 약간 더 무겁고 좀 더 밝다.
2003년 광학중력렌즈실험(OGLE)으로 OGLE-TR-132의 광도곡선이 주기적으로 변하는 것을 포착해 냈다. 이는 이 별과 지구 관측자 사이를 행성급 천체가 지나가면서 빛의 일부를 가림을 의미하는 것이었다. 질량이 작은 적색 왜성이나 갈색 왜성을 행성으로 잘못 판단할 수 있었기 때문에 이 천체의 질량을 알아내야 했다. 2004년 이 천체는 어머니 항성 앞을 지나가는 외계 행성으로 판명되었으며, OGLE-TR-132 b라는 이름을 얻게 되었다.

## 행성
OGLE-TR-132 b의 질량은 목성보다 14퍼센트 더 무겁다. 이 행성의 궤도경사각을 알고 있기 때문에 이 질량값은 정확하다. 이 행성은 어머니 항성으로부터 아주 가까운 거리에 있는데, 페가수스자리 51 b나 HD 209458 b보다도 더 바싹 붙어 있다. 공전주기는 40.6시간에 불과하다. 이러한 종류의 행성을 ‘아주 뜨거운 목성’이라고 부른다.

## 같이 보기
- 광학 중력 렌즈 실험
- OGLE-TR-113